# Championnat des Seychelles de football
Le championnat des Seychelles de football (aussi connu sous l’appellation Barclays First Division pour des raisons de parrainage) est le championnat des Seychelles, organisé par la Fédération des Seychelles de football, créé en 1979.

## Palmarès
- 1979 : Saint-Louis FC
- 1980 : Saint-Louis FC
- 1981 : Saint-Louis FC
- 1982 : Mont Fleuri FC
- 1983 : Saint-Louis FC
- 1984 : Mont Fleuri FC
- 1985 : Saint-Louis FC
- 1986 : Saint-Louis FC
- 1987 : Saint-Louis FC
- 1988 : Saint-Louis FC
- 1989 : Saint-Louis FC
- 1990 : Saint-Louis FC
- 1991 : Saint-Louis FC
- 1992 : Saint-Louis FC
- 1993 : pas de championnat
- 1994 : Saint-Louis FC
- 1995 : Sunshine SC
- 1996 : Saint-Michel United
- 1997 : Saint-Michel United
- 1998 : Red Star FC
- 1999 : Saint-Michel United
- 2000 : Saint-Michel United
- 2001 : Red Star FC
- 2002 : La Passe FC et Saint-Michel United (titre partagé)
- 2003 : Saint-Michel United
- 2004 : La Passe FC
- 2005 : La Passe FC
- 2006 : Anse Réunion FC
- 2007 : Saint-Michel United
- 2008 : Saint-Michel United
- 2009 : La Passe FC
- 2010 : Saint-Michel United
- 2011 : Saint-Michel United
- 2012 : Saint-Michel United
- 2013 : Côte d'Or FC
- 2014 : Saint-Michel United
- 2015 : Saint-Michel United
- 2016 : Côte d'Or FC
- 2017 : Saint-Louis Suns United
- 2018 : Côte d'Or FC
- 2019 : saison de transition non-officielle
- 2019-2020 : Foresters FC
- 2020-2021 : saison abandonnée
- 2021-2022 : La Passe FC
- 2022-2023 : Foresters FC[1]
- 2023-2024 : Saint-Louis Suns United

## Meilleurs buteurs
| Année | Meilleurs buteurs | Équipe                                | Buts |
| 2003  | Philip Zialor     | St Michel United FC                   |      |
| 2006  | Yelvanny Rose     | Anse Réunion FC                       | 13   |
| 2008  | Philip Zialor     | St Michel United FC                   | 22   |
| 2009  | Philip Zialor     | St Michel United FC & Anse Réunion FC | 19   |
| 2010  | Wilnes Brutus     | St Michel United FC                   | 16   |